# ドニエプル・ブク運河

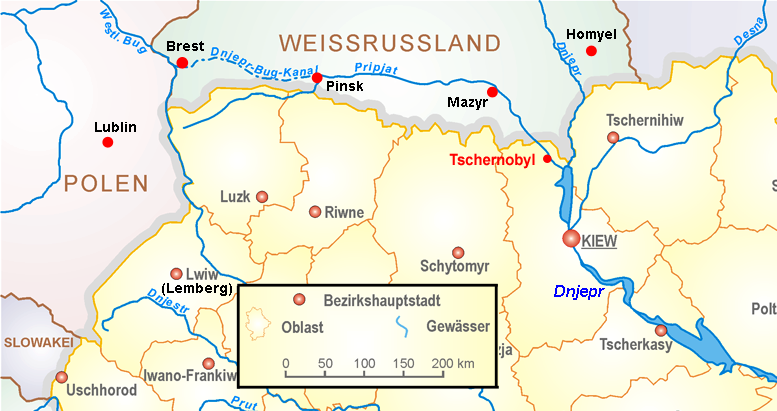
ドニエプル・ブク運河はドニエプル川（右）とブク川（左）を結ぶのを目指す（ドイツ語地図）

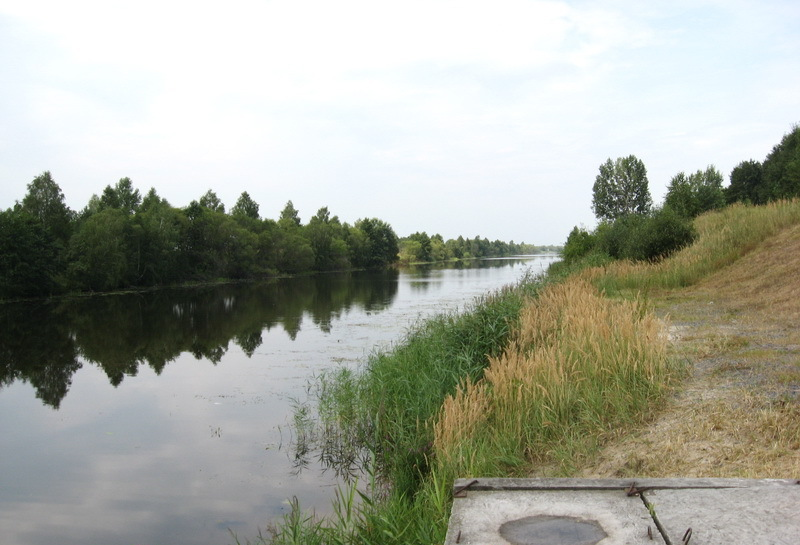
ドニエプル・ブク運河の途中風景（2014年）

ドニエプル・ブク運河 (ドニエプル・ブクうんが、ベラルーシ語: Дняпроўска-Бужанскі канал、英語: Dnieper-Bug Canal）は、ベラルーシ南部を東西に結ぶ内陸運河で、直接にはムハヴェツ川（ブク川の支流）とピナ川を結び、東はピナ川を通してウクライナのドニエプル川に通じて、西はポーランドのブク川からヴィスワ川に通じて、その延長を利用して黒海とバルト海を結ぶことになる。全長は、ブク川上のブレストからピナ川上のピンスクまでで、196 km。

## 短史
ドニエプル・ブク運河は、18世紀にポーランド・リトアニア共和国のスタニスワフ・アウグスト・ポニャトフスキ国王によって建設された。19世紀末には、近辺の鉄道建設により衰退して、ほぼ使用されなくなったが、20世紀前半のソビエト時代に再建設が行われた。しかしその後もまた衰退をたどり、最近またベラルーシ政府は長さ110メートル、幅12メートル、喫水2.2メートルの船を通すような再建設を始めるとしている。

## 参照項目
- ドニエプル川
- ブク川